# Pałac w Szpanowie
Pałac w Szpanowie – pałac wybudowany w czasach Kazimierza Steckiego i jego syna Karola, pierwotnie klasycystyczny, prawdopodobnie projektu Szymona Zuga, przebudowany około 1830.

## Historia
Pałac wraz z majątkiem otrzymała w wianie córka Karola Steckiego i Marii Morsztynówny Aleksandra, która w 1815 r. poślubiła Michała Radziwiłła. Zapewne nie bez wpływu opinii swej teściowej Heleny z Przeździeckich Radziwiłłowej, Aleksandra podjęła decyzję o przebudowie pałacu, ogrodu i parku, czyniąc ze Szpanowa jedną z najwspanialszych rezydencji magnackich na Wołyniu.
Pałac został przebudowany około 1830 r. Z przebudową obiektu wiązać można nazwisko architekta Henryka Ittara – współtwórcy parku w Arkadii nieborowskiej i twórcy pałacu w Zaborolu. Podczas przebudowy założenia pałacowego obok pałacu postawiono dużą oficynę, którą zaprojektował H. Ittar. Powstał wówczas także wjazd do pałacu przez most między dwoma stawami.
Po konfiskacie majątku generała Michała Radziwiłła, dokonanej przez rząd carski po powstaniu listopadowym, pałac przejął najstarszy syn generała Karol Andrzej, który zmuszony był zamieszkać w oficynie po pożarze pałacu około 1870 r. Karol przekazał Szpanów w spadku swemu jedynemu synowi Michałowi Piotrowi, który nie posiadał potomków. Po śmierci Michała Piotra Radziwiłła właścicielem pałacu został Janusz Radziwiłł. Szpanów pozostał w rodzie Radziwiłłów do wybuchu II wojny światowej.
Po wojnie teren rezydencji należał do wojska. Mimo upływu czasu i braku nakładów potrzebnych na utrzymanie nieruchomości w należytym stanie, do dzisiaj widoczne są ślady założenia pałacowo-parkowego.

## Park
Park o powierzchni 20 ha znajdował się nad brzegiem stawu. Twórcą szpanowskiego parku i ogrodu był Dionizy Mikler, którego projekt był na tyle udany, że podziwiany był jeszcze w 1939 r. przez prof. Gerarda Ciołka.